# Església de l'Assumpció de Fanzara
L'església de l'Assumpció de Fanzara, sub invocatione Assumptionis Beatae Mariae Virginis, com era costum al S. XIII, d'estil barroc, és un temple catòlic situat al centre del recinte històric de la població i seu d'una parròquia del bisbat de Sogorb-Castelló.
Fins al 1960 va pertànyer a la Diòcesi de Tortosa, sent l'única parròquia de llengua castellana.

## Història
L'antic temple, modest en proporcions i treball arquitectònic, fou substituït per l'actual, finalitzat en 1682. En 1742 fou construïda la capella de la Comunió, i en 1753, la sagristia.
És un Bé de Rellevància Local amb la categoria de Monument d'Interès Local per la Disposició Addicional Quinta de la Llei 5/2007, de 9 de febrer, de la Generalitat Valenciana, del Patrimoni Cultural Valencià.

## Arquitectura

### Estructura
El temple és de nau única, amb sis trams, capelles laterals entre els contraforts, presbiteri poligonal i, cor alt als peus. La nau es cobreix amb volta de canó i llunetes, i la capçalera amb volta estrellada.
L'espai interior s'articula mitjançant pilastres d'ordre compost sobre les quals carrega un entaulament que envolta la nau, on sota la cornisa hi ha decoració de dentells. Motius florals, de fulles i angelets, envolten les finestres laterals, i decoren l'entaulament per damunt els capitells. Caps de serafins decoren els nervis del presbiteri. I el més significatiu és el cobriment de les voltes per un esgrafiat floral, amb motius eucarístics en la capçalera i, animals i putti en la nau.

### Façana principal
La façana, situada a un lateral de l'església, al costat de l'Epístola, es presenta nua excepte la portada, la qual ocupa l'espai entre dos contraforts. La portada, amb obertura d'arc de llinda, està flanquejada per pilastres dòriques, les quals suporten un entaulament senzill; per damunt, unes pilastres jòniques flanquegen una fornícula, i suporten un entaulament carregat per pinacles.

### Torre campanar
De planta quadrada, amb dos cossos, el primer massís, i el segon, el de les campanes, amb obertura de mig punt en cada cara. Està rematada per una barana amb pinacles en els cantons.

### Capella de la Comunió
Situada front a l'entrada principal, en el costat de l'Evangeli, amb accés des de la nau entre dos contraforts, té planta de creu grega i està coberta per cúpula sobre tambor.

### Galeria fotogràfica

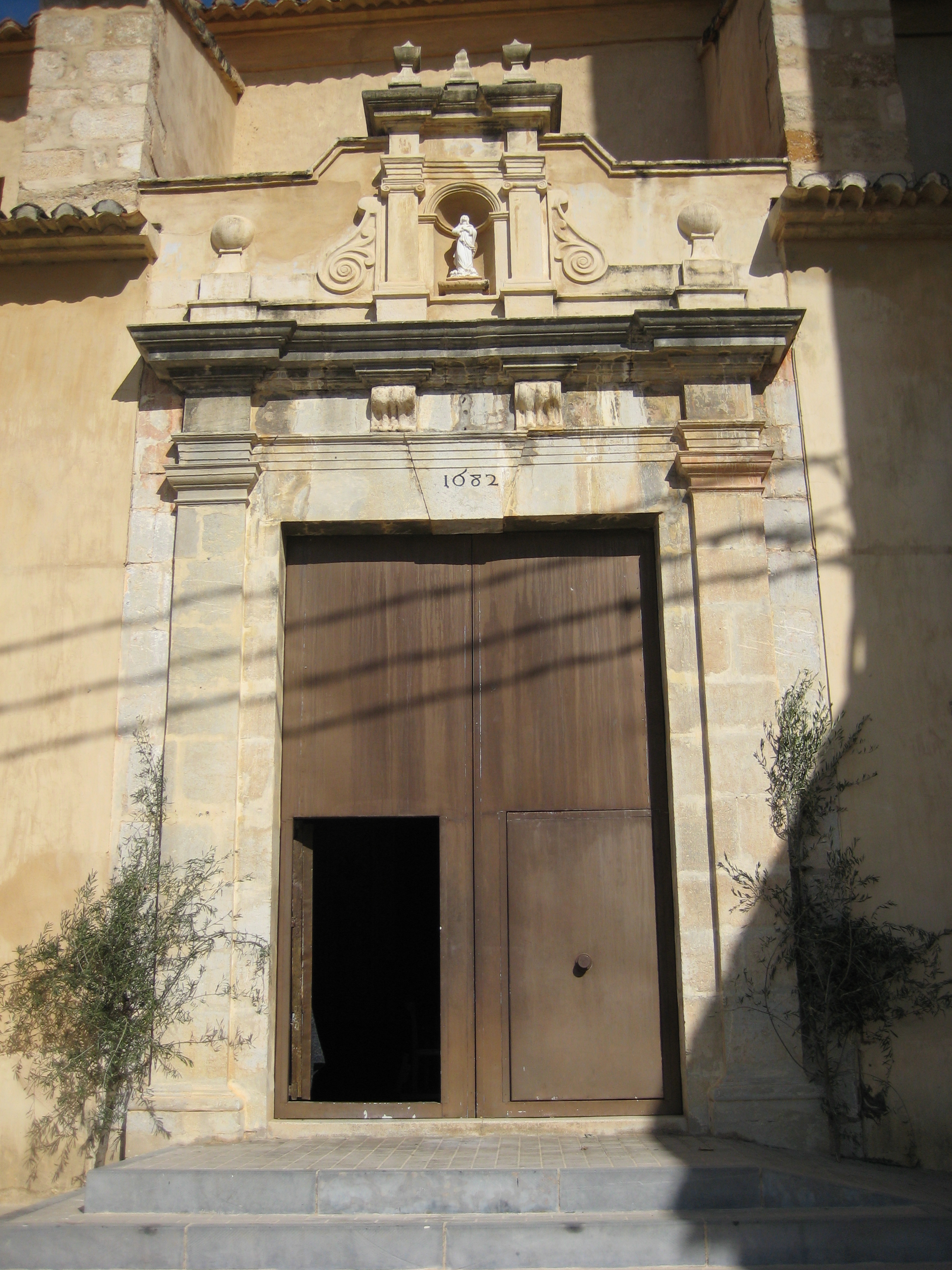
Portada
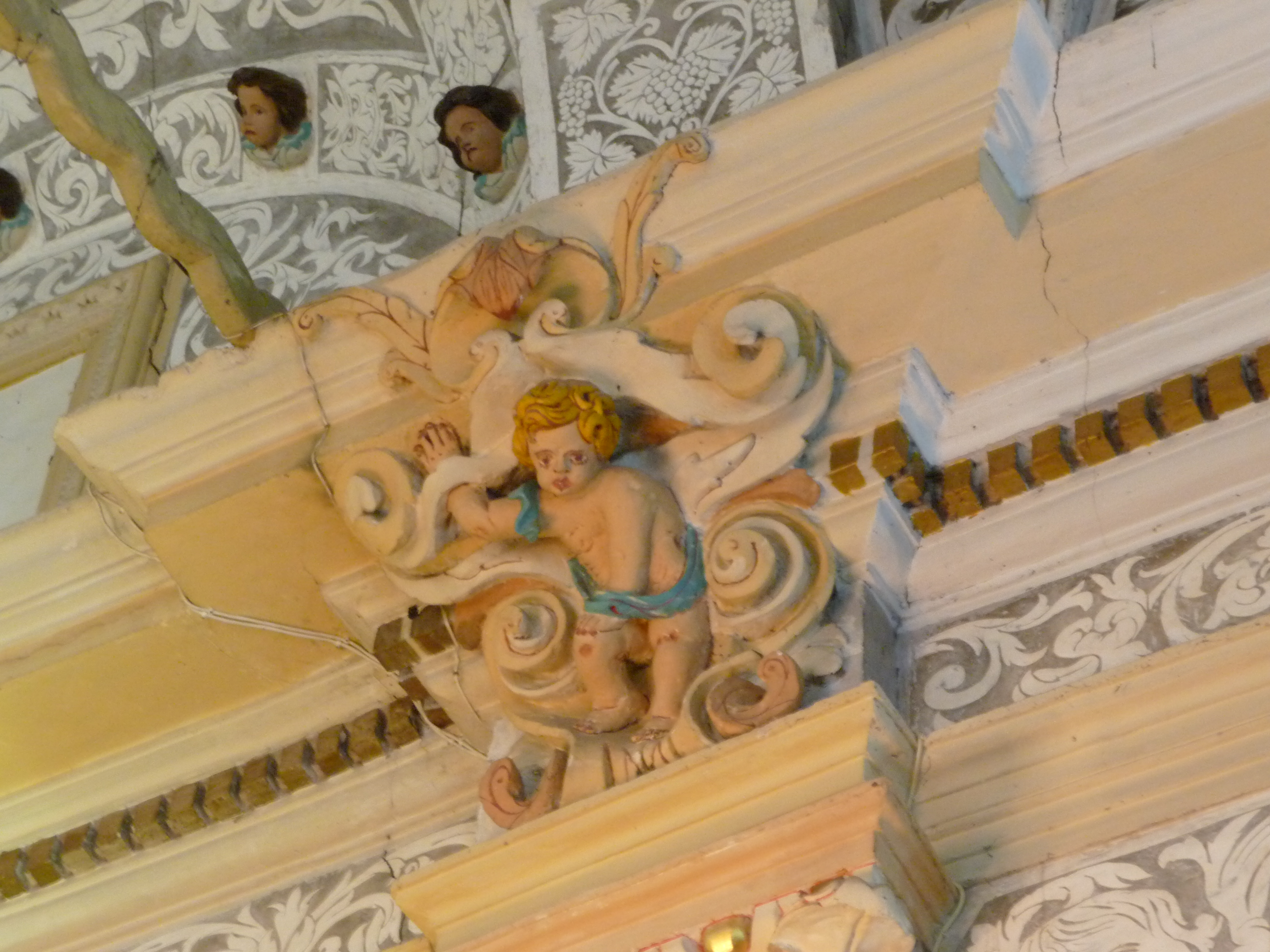
Decoració de l'interior
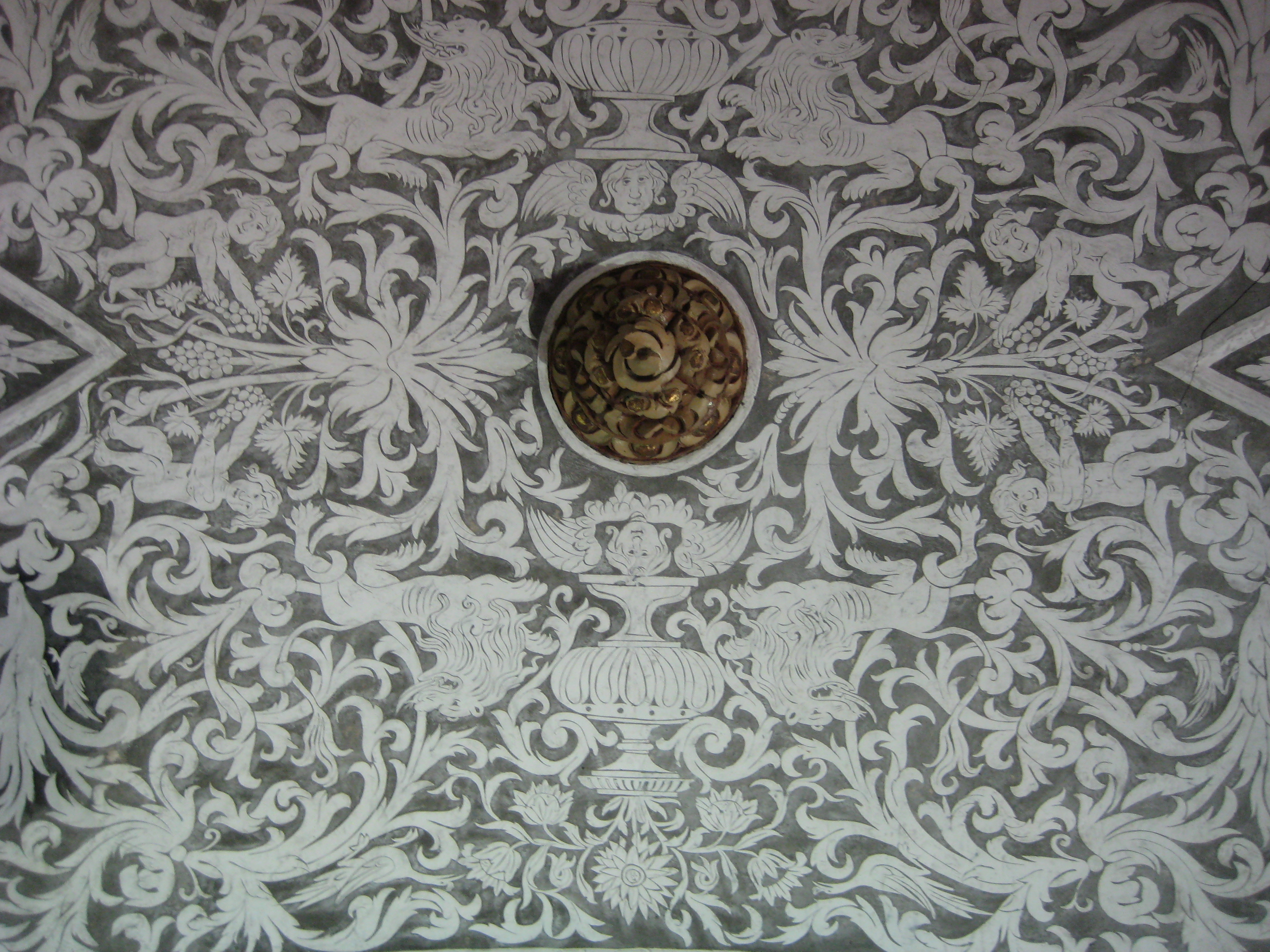
Decoració de la volta
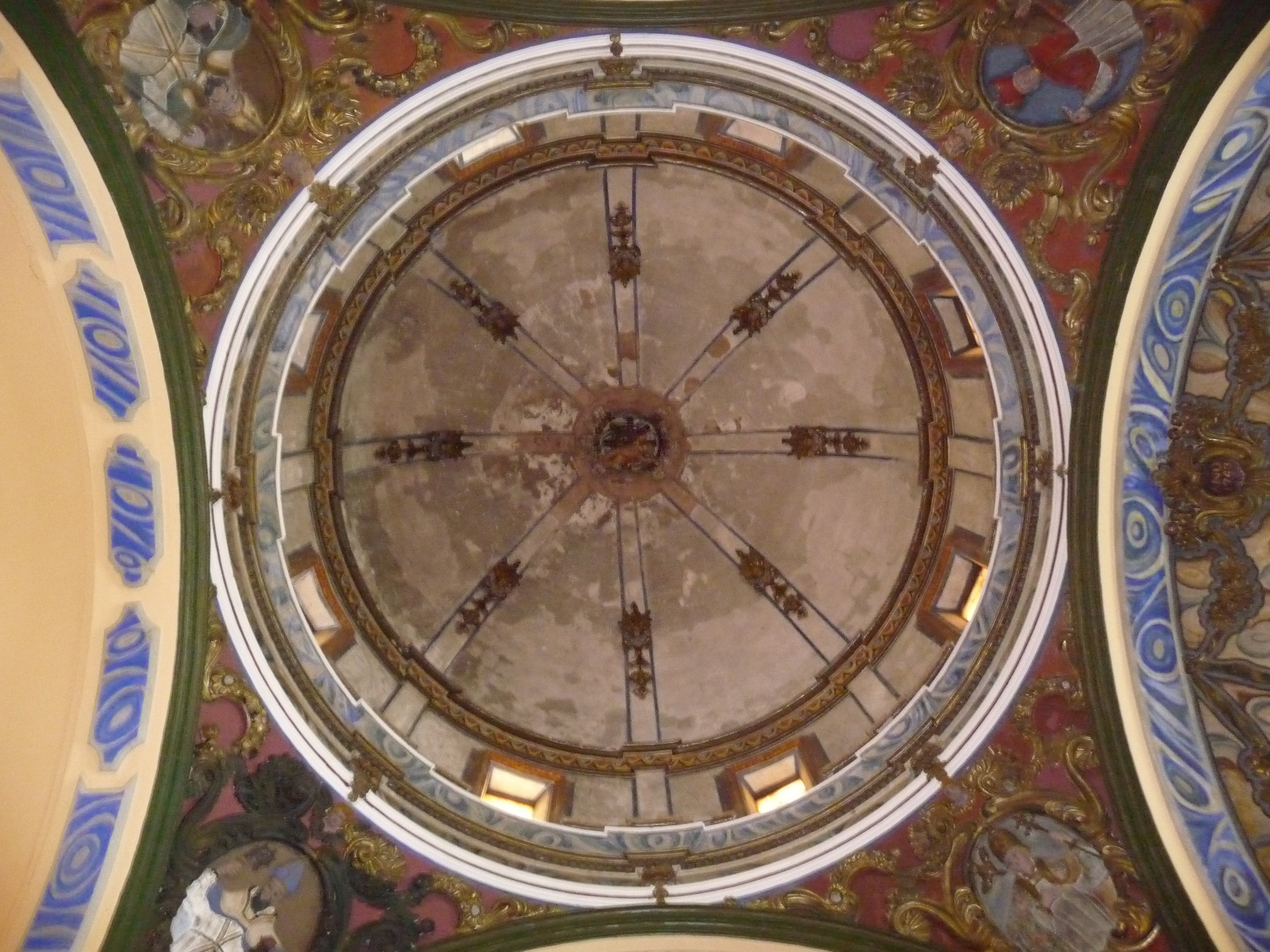
Cúpula de la capella de la Comunió